# Magpul PDR
Magpul PDR（マグプル パーソナルディフェンスライフル）は、マグプル社が開発していたブルパップカービン。

## 概要
「ベレッタ 92より強力で、M4カービンより取り回し易い銃」というコンセプトのもと、自動拳銃や短機関銃・カービンなどの従来の護身用火器に替わるPDWとして設計された。
利き腕を選ばない射出システムを備えており、排莢口が左右両方に空いていて切り替えレバー1つで選択できるため、両手のどちらでも使用が可能になっている。レシーバー上部には標準装備としてピカティニー・レールが設けられている。
また、新型弾薬とセットであることが多いPDWとしては唯一、オーソドックスな5.56x45mm NATO弾を採用し、弾倉にはAR-15系弾倉を使用する。

## 登場作品

### 漫画
『ゲート 自衛隊 彼の地にて、斯く戦えり』
某国特殊部隊の装備および、その装備を鹵獲した自衛隊の員数外の装備としてホロサイト、サプレッサー付きのものが登場。

### ゲーム
『ゴーストリコンシリーズ』
『バトルフィールドシリーズ』
『BF3』
全兵科共通のPDW/SMGとして「PDW-R」の名称で登場する。  　
『BF4』
工兵専用のPDW/SMG枠にて「PDW-R」の名称で登場する。
『ディビジョンシリーズ』
『ディビジョン2』
AR枠にて「PDR」「テストサブジェクト」「コンデンサー」の名称で登場する。